# 静岡刑務所
静岡刑務所（しずおかけいむしょ）は、法務省矯正局の東京矯正管区に属する刑務所。
下部機関として浜松拘置支所、沼津拘置支所 (収容停止中)　の支所を持つ。通称「静刑（しずけい）」。

## 所在地
- 〒420-0801　静岡県静岡市葵区東千代田三丁目1番1号
  - JR 東海道新幹線・東海道本線 静岡駅からしずてつバス・こども病院線、こども病院・神経医療センター行にて「千代田七丁目東部体育館入口」下車徒歩約5分

## 収容分類級
- A級

刑期8年以下の初犯者を収容する男子刑務所である。

## 収容定員
- （定員数）1125人　2019年1月現在 884人

## 沿革
主な沿革は公式サイトを参照。
- 1948年（昭和23年）1月27日 - 浜松支所から3人が脱走。床板を外して逃げ出したもの[1]。

## 組織
所長の下に4部を持つ4部制施設。
- 総務部（庶務課、会計課、用度課）
- 処遇部（処遇部門、企画部門）
- 分類教育部（教育部門、分類部門）
- 医務部（保健課、医務課）

## 外観・設備
- 木工工場・金属工場・印刷工場・洋裁工場・その他の各種作業所が設置されている。

## 特記事項
- 1947年9月6日、収容者の仮出所をめぐり刑務官の失言があり、43人がガラスを割るなどの騒ぎを起こした。また同月10日午前3時、騒ぎの首謀者ら9人が看守から奪った鍵を使い脱獄した[2]。この事件をめぐり刑務所長、戒護課長、看守1人が懲戒免職。看守長、副看守長が依願免職、その他職員多数が減給、配置換えの処分となった[3]。
- 刑務作業の特色として、木工作業において地場産業でもあるドレッサーや駿河タンスなどを生産していることがあげられる。
- 西川史子が高齢受刑者の取材で訪れた事がある。この模様は2008年6月1日放送サンデージャポン(TBS)の「今週のJAPOイチ」コーナーで紹介された。
- 2021年4月、男性刑務官が新型コロナウイルスに感染し、大規模クラスターが発生する。クラスター発生の原因は、印刷工場を担当していた金澤刑務官が彼の担当する工場の受刑者にマスクを外して激しく叱責したことが原因とされ、法務省矯正局の衛生面で受刑者を軽視していることが強く世論から問題視された。
- 2021年には人権問題が発生した。中島刑務官による受刑者への人権を無視した威圧的な言動が問題となり、受刑者が中島刑務官のパワーハラスメント行為を静岡弁護士会に人権救済申立を行った。この事件は、法務省の人権意識の欠如が問題視されるきっかけとなり、中島刑務官は広く非難を受けた。また、この事件をきっかけに、刑務所内では傷害罪・暴行・名誉毀損・侮辱罪など、一般社会では刑事事件となりうる刑務官による受刑者への対応が横行していることが判明した。
- 方言問題として、関西出身のキャリア刑務官が受刑者に対して「おい、自分」と呼んだが、関西弁のわからなかった受刑者が返事をしなかったことがキャリア刑務官の逆鱗に触れ、刑務官への無視という遵守事項違反として、複数の刑務官が出動して、その受刑者が動けなくなるまで暴行を受け、その受刑者は遵守事項違反として厳しい懲罰を受けた。また、この受刑者は70代後半だったとも言われ、難聴で刑務官の声が聞こえなかった可能性もあり、法務省矯正局の高齢受刑者への対応について非難された。

## 著名な受刑者
- 島田事件の元受刑囚
- 戸塚宏 - 戸塚ヨットスクール校長、出所後に同所のエピソードを暴露本として著している。
- 江夏豊[4]
- 角川春樹
- 三井環 - 元大阪高検公安部長
- 友部達夫 - 元参議院議員、オレンジ共済組合事件に関与
- 本間俊太郎 - 元宮城県知事、ゼネコン汚職事件で逮捕
- 押尾学
- 前田恒彦 - 大阪地検特捜部主任検事証拠改ざん事件で逮捕
- 内柴正人 - 内柴事件で逮捕。現在は帰郷し、公衆浴場支配人の傍らSNSを通じて収監中の生活を公表している
- 平田信　- 元オウム真理教
- 新井浩文
- 今井澄